# 1848 en science
| Années de la science : 1845 - 1846 - 1847 - 1848 - 1849 - 1850 - 1851    |
| Décennies de la science : 1810 - 1820 - 1830 - 1840 - 1850 - 1860 - 1870 |

Cet article présente les faits marquants de l'année 1848 en science.

## Événements
- 3 février : le mémoire de l’Écossais John Stenhouse Examination of the proximate principles of some of the lichens est lu devant la Royal Society de Londres. Il annonce la découverte de l'érythritol extrait du lichen, que Stenhouse appele « érythro-glucine » (sucre rouge)[1].
- 7 mars : le scientifique irlandais Nicholas Callan fait la démonstration d'une puissante batterie au collège de Maynooth où il est professeur. En août il publie dans le Philosophical Magazine un article intitulé On the construction and power of a new form of galvanic battery qui décrit son invention[2].
- 12 avril : le physicien britannique William Thomson Kelvin propose une échelle absolue des températures qui porte son nom dans un article lu devant la Royal Philosophical Society of Glasgow (en)[3], puis le 5 juin devant la Cambridge Philosophical Society. Il est publié en octobre dans le Philosophical Magazine[4].

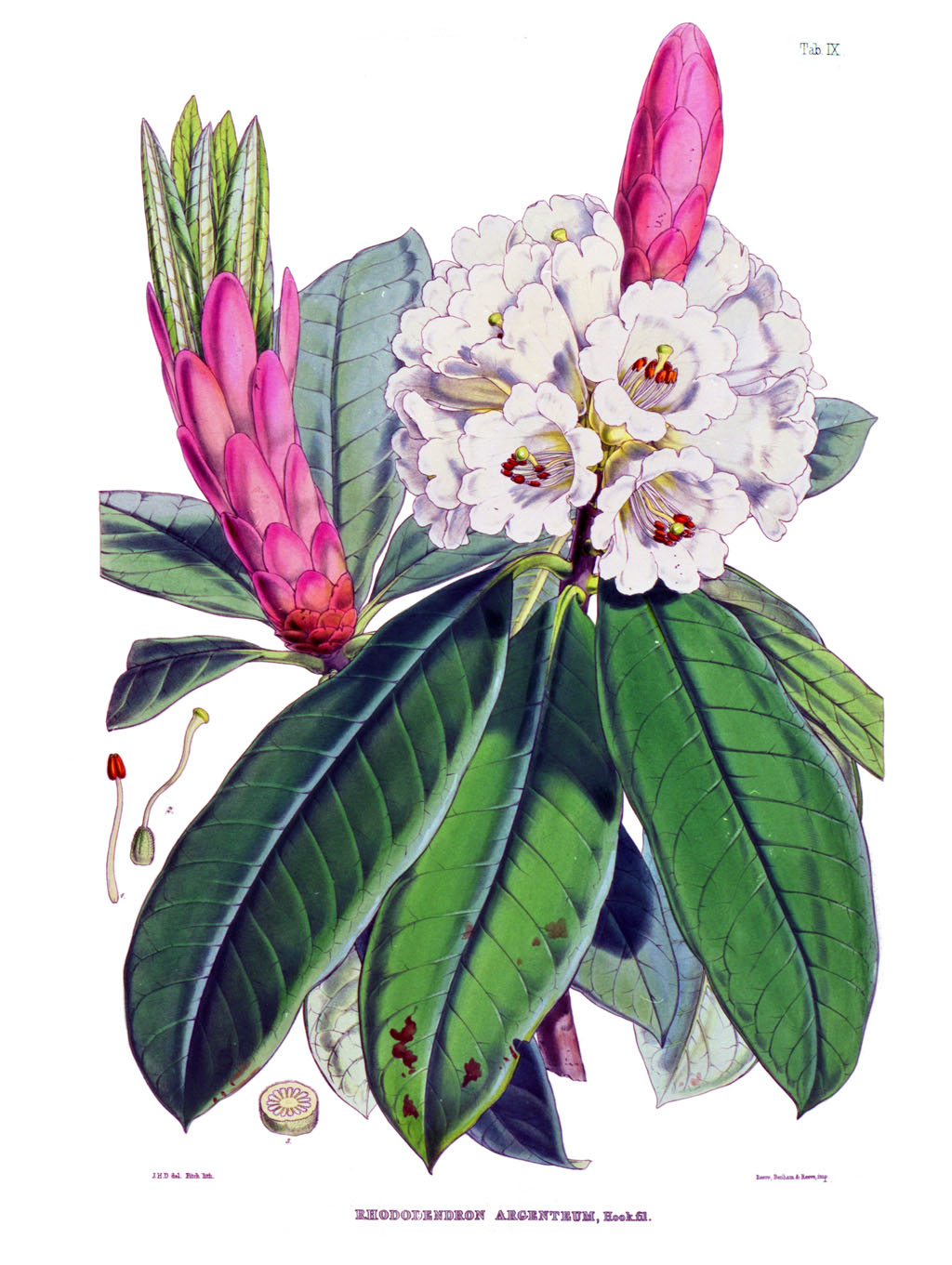
Illustration de Rhododendron grande tirée du livre Rhododendrons du Sikkim-Himalaya de Joseph Dalton Hooker publié en 1849-1851.

- 16 avril : le botaniste britannique Joseph Dalton Hooker arrive à Darjeeling. Il passe deux ans à collecter les plantes de l'Himalaya[5].

- 22 mai : le scientifique français Louis Pasteur présente une note à l'Académie des sciences où il énonce sa découverte de la dissymétrie moléculaire. Le 9 avril 1849 et le 30 septembre 1850, il présente devant l'Académie la suite de son mémoire et précise que la forme racémique de l'acide tartrique est un mélange des énantiomères lévogyre et dextrogyre, clarifiant la nature de la rotation optique et apportant une contribution majeure dans le domaine de la stéréochimie[6],[7].

- 28 juillet : le chimiste britannique Edward Frankland obtient le iodure d'éthylzinc et le diéthylzinc, les premiers composés organométalliques[8].

- 2 août : le biologiste allemand Arnold Adolph Berthold réalise à l'Université de Göttingen la première expérience en endocrinologie[9] présenté dans son mémoire Transplantation der Hoden publié en 1849. En s’appuyant sur ses expériences menées sur des coqs, est le premier à mettre en évidence le rôle joué par les hormones sexuelles dans le fonctionnement des organismes vivants[10].

- 16 septembre - 19 septembre : William Bond à Cambridge ( États-Unis ) et William Lassell à Liverpool découvrent indépendamment Hypérion, l'une des lunes de Saturne[11].
- 20 septembre : fondation à Philadelphie de l'Association américaine pour l'avancement des sciences. William Charles Redfield en est le premier président[12].

- 7 octobre : Hippolyte Marinoni dépose un brevet pour une presse typographique à réaction[13].
- 9 octobre : Louis Pasteur présente à l'Académie des sciences un mémoire intitulé Recherches sur les relations qui peuvent exister entre la forme cristalline, la composition chimique et le sens de la polarisation rotatoire[14].

- Le physiologiste français Claude Bernard découvre la fonction glycogénique du foie[15] ainsi que le rôle des sécrétions pancréatiques dans la digestion des graisses (1849)[16].

- L'ingénieur français Joseph-Louis Lambot réalise la première barque en ciment armé connue et l'essaye sur le lac de Besse-sur-Issole, technique breveté en 1855[17].
- L'astronome suisse Johann Rudolf Wolf introduit une méthode d'estimation quotidienne de l'activité solaire en comptant le nombre de taches solaires et de groupes de taches visibles, le nombre de Wolf[18].

## Prix
- Médailles de la Royal Society
  - médaille Copley : John Couch Adams
  - Médaille royale : Charles James Hargreave (en) et Thomas Galloway (en)
  - Médaille Rumford : Henri Victor Regnault

- Médailles de la Geological Society of London
  - médaille Wollaston : William Buckland

- Académie des sciences
  - Prix Lalande : Andrew Graham pour la découverte de l'astéroïde (9) Métis

## Naissances

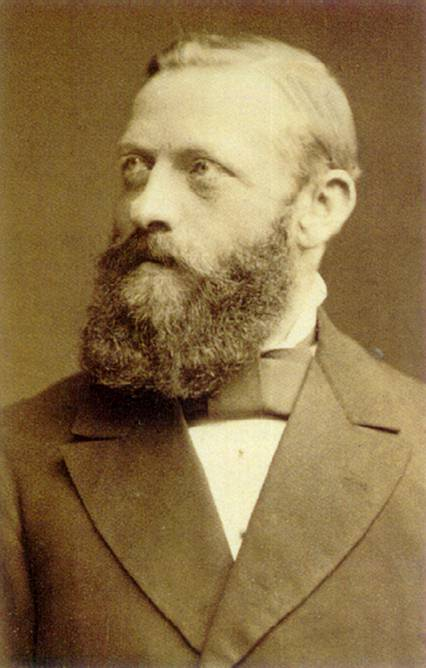
Ignaz Urban

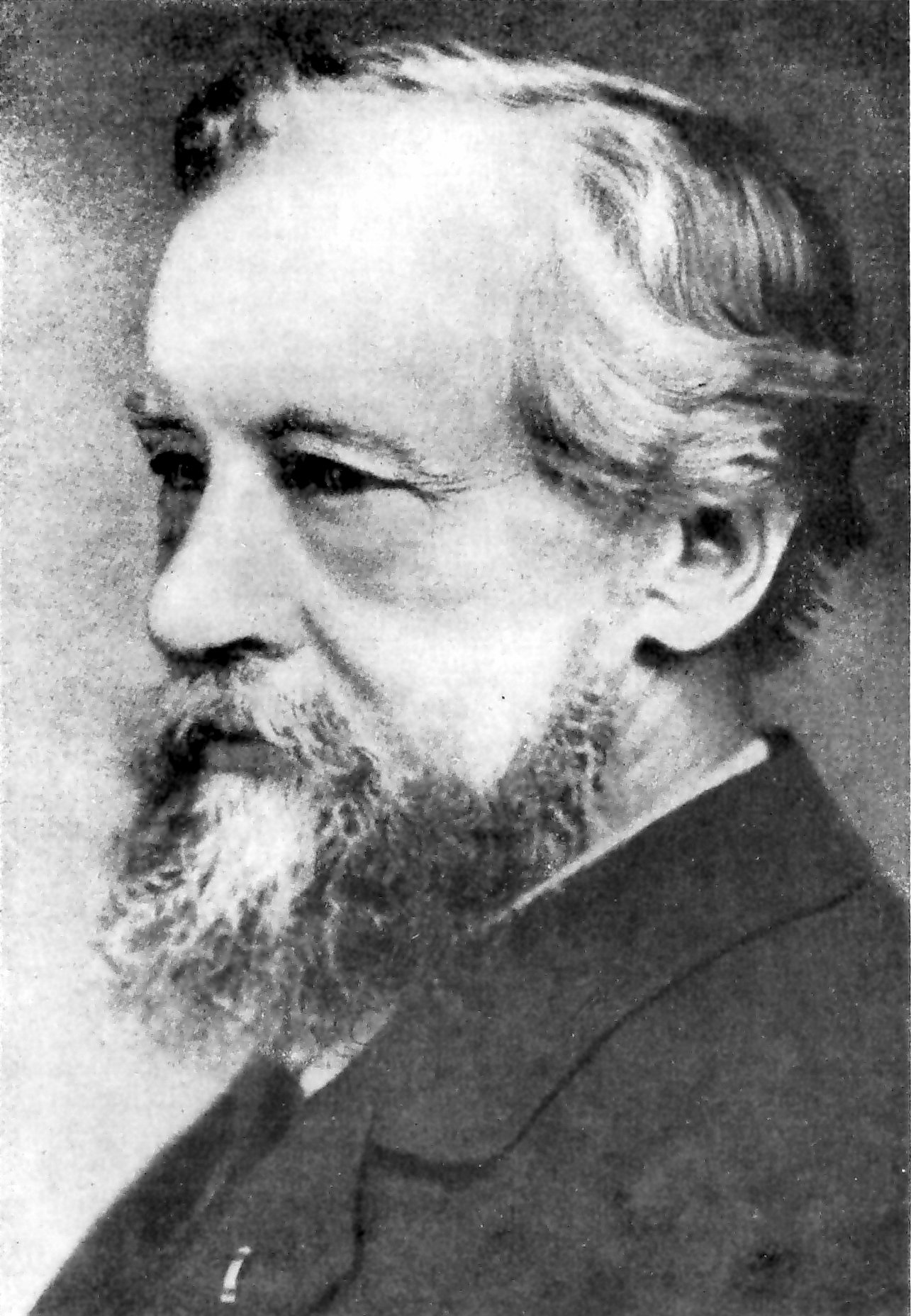
Hugo de Vries

- 7 janvier : Ignaz Urban (mort en 1931), botaniste allemand.
- 13 janvier : Franz von Soxhlet (mort en 1926), agrochimiste allemand.

- 14 février : Benjamin Baillaud (mort en 1934), astronome français.
- 16 février : Hugo de Vries (mort en 1935), botaniste néerlandais.

- 2 mars : Philippe Barbier (mort en 1922), chimiste organicien français.

- 16 avril : Charles Thomas Bingham (mort en 1908), zoologiste britannique.

- 6 mai : Henry Edward Armstrong (mort en 1937), chimiste anglais.
- 10 mai : Lucien Bégule (mort en 1935), peintre-verrier et archéologue français.
- 19 mai : George John Romanes (mort en 1894), naturaliste et psychologue britannique.
- 22 mai : Fernand Delisle (mort en 1911), médecin et anthropologue français.
- 29 mai : Victor Galippe (mort en 1922), microbiologiste et médecin français.

- 11 juin : Henry de Vaujany (mort en 1893), égyptologue français.
- 21 juin : Christian Ernst Stahl (mort en 1919), botaniste allemand.

- 8 juillet : Joseph-Louis Sanguet (mort en 1921), géomètre et ingénieur topographe français, créateur de nombreux instruments de précision.
- 25 juillet : John Biddulph (mort en 1921), écrivain britannique, correspondant de l'ornithologue Allan Octavian Hume.
- 31 juillet : Gustave Flourens (mort en 1897), chimiste français.

- 7 août : Louis Abel Girardot (mort en 1937), enseignant et géologue français.
- 16 août : Francis Darwin (mort en 1925), botaniste britannique.
- 21 août : Paul-Pierre Henry (mort en 1905), opticien et astronome français.

- 4 septembre : Lewis Howard Latimer (mort en 1928), inventeur américain.
- 8 septembre : Viktor Meyer (mort en 1897), chimiste allemand.
- 9 septembre : Elia Millosevich (mort en 1919), astronome italien.
- 30 septembre : Eugène Turpin (mort en 1927), chimiste français.

- 11 octobre : Alfred Hart Everett (mort en 1898), fonctionnaire britannique en poste en Asie. Il récolte des spécimens d'histoire naturelle, notamment des Philippines et de Sarawak.
- 8 novembre : Gottlob Frege (mort en 1925), mathématicien, logicien et philosophe allemand.
- 25 novembre : William Frederick Denning (mort en 1931), astronome amateur britannique.

- 6 décembre : Johann Palisa (mort en 1925), astronome autrichien.
- 19 décembre : Théophile Homolle (mort en 1925), helléniste, archéologue et administrateur français.

## Décès

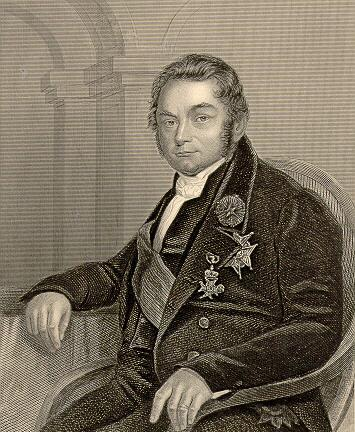
Jöns Jacob Berzelius

- 9 janvier : Caroline Herschel (née en 1750), astronome britannique d'origine allemande.
- 14 janvier : Franciszek Armiński (né en 1789), astronome polonais.
- 24 janvier : Horace Wells (né en 1815), dentiste américain.

- 27 mars : Gabriel Bibron (né en 1805), zoologiste français.

- 18 juillet : Alexander Macleay (né en 1767), entomologiste britannique.

- 7 août : Jöns Jacob Berzelius (né en 1779), chimiste suédois.
- 12 août : George Stephenson (né en 1781), ingénieur britannique.
- 29 août : Xavier Hommaire de Hell (né en 1812), ingénieur, géologue et géographe français.

- 22 septembre : James Dunlop (né en 1793), astronome australien.

- 2 octobre : Georg August Goldfuss (né en 1782), paléontologue et zoologiste allemand.

- 15 novembre : Francesco de Vico (né en 1805), astronome et prêtre jésuite italien.